# Michael Olowokandi
Michael Olowokandi (* 3. April 1975 in Lagos) ist ein ehemaliger britisch-nigerianischer Basketballspieler. Er spielte von 1999 bis 2007 als Center in der NBA.
In Nigeria geboren wuchs Michael Olowokandi in London auf. Mit dem Basketball begann er erst im Alter von 17 Jahren. Zuerst ging er auf die Brunel University, bevor er auf die University of the Pacific in Stockton wechselte, um für das dortige Basketballteam zu spielen. In seinem ersten Jahr führte er seine Mannschaft ins NCAA-Turnier. Nachdem er auch im zweiten Jahr gute Leistungen gebracht hatte, wurde er im 1998er Draft als erster Spieler von den Los Angeles Clippers gezogen. Wegen des NBA-Lockouts 1998/99 spielte er kurzfristig für das italienische Team Kinder Bologna. Für seine Leistungen im ersten Profijahr wurde er in das NBA All-Rookie Second Team berufen. Von seinem zweiten Jahr bis 2003 spielte er für die Clippers, wo er die an ihn gesteckten Erwartungen jedoch nie ganz erfüllen konnte. Wie viele Spieler, so zeigte auch Olowokandi seine besten Leistungen in der Saison vor Auslaufen seines Vertrags. Er wechselte als Unrestricted Free Agent zu den Minnesota Timberwolves, wo sein endgültiger Durchbruch erwartet wurde. Er enttäuschte jedoch erneut und brachte es in drei Jahren im Schnitt nur auf etwa sechs Punkte pro Spiel.
Am 26. Januar 2006 wechselte er im Rahmen eines mehrere Spieler umfassenden Trades zu den Boston Celtics. Dort machte er in zwei Jahren nur 40 Spiele und stand nie in der Startaufstellung. Ab dem 1. Januar 2007 war Olowokandi erneut Free Agent, fand jedoch keinen neuen Verein und beendete schließlich seine Karriere.
Die Entscheidung der Los Angeles Clippers für Olowokandi wird heute als eine der größten Fehlentscheidungen bei NBA-Drafts angesehen und wurde 2005 von der Sports Illustrated zur drittschlechtesten in der Geschichte der NBA gewählt. Die Clippers hätten sich für Vince Carter, Antawn Jamison, Dirk Nowitzki, Paul Pierce, Mike Bibby oder Rashard Lewis entscheiden können, die alle weit erfolgreichere Karrieren aufweisen können.
In seinen 500 Spielen der regulären Saison erzielte Olowokandi durchschnittlich 8,3 Punkte, 6,8 Rebounds und 1,4 Blocks.